# Unione Sportiva Salernitana 1957-1958
Questa pagina raccoglie i dati riguardanti l'Unione Sportiva Salernitana nelle competizioni ufficiali della stagione 1957-1958.

## Stagione
L'onorevole De Martino si dimette, e per la Salernitana il futuro appare incerto poiché dopo che l'ex Marcantonio Ferro rivendica crediti nei confronti della società, quest'ultima risulta poco appetibile economicamente. Alla fine Ferro rinuncerà al credito rivendicato e la proprietà e presidenza passa nelle mani di Giuseppe Tortorella.
Il nuovo presidente conferma in panchina Enrico Carpitelli, che però sarà provvisoriamente sostituito prima dal vice Mario Saracino, e a quest'ultimo subentrerà poi Giovanni Varglien. I risultati stenteranno ad arrivare e alla fine giungerà il 14º posto. Le retrocessioni sono state eliminate per una stagione per favorire la nascita di un secondo girone di Serie C.

## Divise
La maglia della Salernitana 1957-1958.
| Casa |

## Organigramma societario
Fonte
Area direttiva
- Presidente: Giuseppe Tortorella
- Segretario: Bruno Somma

Area tecnica
- Allenatore: Enrico Carpitelli, dal 7/11/1957 Mario Saracino, dal 7/01/1958 Giovanni Varglien, dal 18/03/1958 Mario Saracino
- Allenatore in seconda: Mario Saracino
- Magazziniere: Pasquale Sammarco

Area sanitaria
- Medico Sociale: William Rossi
- Massaggiatore: Alberto Fresa

## Rosa
Fonte
| N. |                   | Ruolo | Calciatore        |
| -- | ----------------- | ----- | ----------------- |
|    | Italia (bandiera) | P     | Renzo Biondani    |
|    | Italia (bandiera) | P     | Franco Romagnoli  |
|    | Italia (bandiera) | D     | Pietro Bacchini   |
|    | Italia (bandiera) | D     | Antonio De Ponte  |
|    | Italia (bandiera) | D     | Bonaventura Manzo |
|    | Italia (bandiera) | D     | Luciano Vellano   |
|    | Italia (bandiera) | C     | Nando Barchiesi   |
|    | Italia (bandiera) | C     | Alfonso Barone    |
|    | Italia (bandiera) | C     | Remigio Bellini   |
|    | Italia (bandiera) | C     | Celestino Celio   |
|    | Italia (bandiera) | C     | Mario Deotto      |
|    | Italia (bandiera) | C     | Diego Fanin       |

| N. |                   | Ruolo | Calciatore            |
| -- | ----------------- | ----- | --------------------- |
|    | Italia (bandiera) | C     | Marco Galetti         |
|    | Italia (bandiera) | C     | Luigi Gigante         |
|    | Italia (bandiera) | C     | Felice Marano         |
|    | Italia (bandiera) | C     | Antonio Nicolazzini   |
|    | Italia (bandiera) | C     | Matteo Porpora        |
|    | Italia (bandiera) | C     | Luciano Sassi         |
|    | Italia (bandiera) | A     | Giuseppe Contente     |
|    | Italia (bandiera) | A     | Ferdinando Del Gaudio |
|    | Italia (bandiera) | A     | Tullio Ghersetich     |
|    | Italia (bandiera) | A     | Francesco Malighetti  |
|    | Italia (bandiera) | A     | Lidio Massagrande     |
|    | Italia (bandiera) | A     | Alfredo Pastore       |

## Risultati

### Serie C

#### Girone di andata
| Arbitro: | Vanni (Pisa) |

|                          |           |                          |
| Barchiesi 81’ Deotto 82’ | Marcatori | 27’ Granata 54’ Castoldi |

| Catanzaro 22 settembre 1957 2ª giornata                   | Catanzaro | 2 – 0 referto | Salernitana | Stadio Militare |
| \| \| \| \| \| Scroccaro 16’ Raise 76’ \| Marcatori \| \| |           |               |             |                 |
|                                                           |           |               |             |                 |
| Scroccaro 16’ Raise 76’                                   | Marcatori |               |             |                 |

| Salerno 29 settembre 1957 3ª giornata                                        | Salernitana | 1 – 2 referto               | FEDIT | Stadio Donato Vestuti |
| \| \| \| \| \| Del Gaudio 15’ \| Marcatori \| 16’ Balestri 40’ Magnavacca \| |             |                             |       |                       |
|                                                                              |             |                             |       |                       |
| Del Gaudio 15’                                                               | Marcatori   | 16’ Balestri 40’ Magnavacca |       |                       |

| Siracusa 6 ottobre 1957 4ª giornata                        | Siracusa  | 1 – 1 referto   | Salernitana | Stadio Vittorio Emanuele III |
| \| \| \| \| \| Mora 70’ \| Marcatori \| 48’ Massagrande \| |           |                 |             |                              |
|                                                            |           |                 |             |                              |
| Mora 70’                                                   | Marcatori | 48’ Massagrande |             |                              |

| Reggio Calabria 13 ottobre 1957 5ª giornata | Reggina | 0 – 0 referto | Salernitana | Stadio Cesare Giordano |

| Salerno 20 ottobre 1957 6ª giornata                           | Salernitana | 2 – 0 referto | Siena | Stadio Donato Vestuti |
| \| \| \| \| \| Massagrande 21’ Pastore 70’ \| Marcatori \| \| |             |               |       |                       |
|                                                               |             |               |       |                       |
| Massagrande 21’ Pastore 70’                                   | Marcatori   |               |       |                       |

| Arbitro: | Butti (Como) |

|                 |           |  |
| Nicolazzini 89’ | Marcatori |  |

| Arbitro: | Leita (Udine) |

|                                       |           |                                  |
| Marconi 8’, 79’ Rizzo 46’ Pratesi 75’ | Marcatori | 30’ (aut.) Cattani 82’ Barchiesi |

| Arbitro: | Casato (Bari) |

|                   |           |  |
| Panara 82’ (aut.) | Marcatori |  |

| Mestre 17 novembre 1957 10ª giornata                         | Mestrina  | 2 – 0 referto | Salernitana | Stadio Francesco Baracca |
| \| \| \| \| \| Veglianetti 10’ Nordio 51’ \| Marcatori \| \| |           |               |             |                          |
|                                                              |           |               |             |                          |
| Veglianetti 10’ Nordio 51’                                   | Marcatori |               |             |                          |

| Salerno 24 novembre 1957 11ª giornata            | Salernitana | 1 – 0 referto | Vigevano | Stadio Donato Vestuti |
| \| \| \| \| \| Malighetti 42’ \| Marcatori \| \| |             |               |          |                       |
|                                                  |             |               |          |                       |
| Malighetti 42’                                   | Marcatori   |               |          |                       |

| Salerno 8 dicembre 1957 12ª giornata            | Salernitana | 0 – 1 referto | Pro Vercelli | Stadio Donato Vestuti |
| \| \| \| \| \| \| Marcatori \| 33’ Genovesio \| |             |               |              |                       |
|                                                 |             |               |              |                       |
|                                                 | Marcatori   | 33’ Genovesio |              |                       |

| Carbonia 15 dicembre 1957 13ª giornata        | Carbosarda | 1 – 0 referto | Salernitana | Stadio Comunale |
| \| \| \| \| \| Busetto 32’ \| Marcatori \| \| |            |               |             |                 |
|                                               |            |               |             |                 |
| Busetto 32’                                   | Marcatori  |               |             |                 |

| Arbitro: | Baldassarre (Udine) |

|                          |           |           |
| Sassi 47’ Ghersetich 83’ | Marcatori | 52’ Porro |

| Biella 5 gennaio 1958 15ª giornata            | Biellese  | 0 – 1 referto | Salernitana | Stadio Lamarmora |
| \| \| \| \| \| \| Marcatori \| 59’ Bellini \| |           |               |             |                  |
|                                               |           |               |             |                  |
|                                               | Marcatori | 59’ Bellini   |             |                  |

| Arbitro: | Sebastio (Taranto) |

|                                      |           |                                  |
| Mazzucchi 9’, 28’ (rig.) Gratton 14’ | Marcatori | 39’ Ghersetich 76’ (aut.) Foresi |

| Salerno 19 gennaio 1958 17ª giornata | Salernitana | 0 – 2 A tavolino referto | Sanremese | Stadio Donato Vestuti |

#### Girone di ritorno
| Cremona 26 gennaio 1958 18ª giornata | Cremonese        | 0 – 0 referto | Salernitana | Stadio Giovanni Zini\| Arbitro: \| Gazzano (Genova) \| |
| Arbitro:                             | Gazzano (Genova) |               |             |                                                        |

| Bari 2 febbraio 1958 19ª giornata | Salernitana | 0 – 0 Campo neutro referto | Catanzaro | Stadio della Vittoria |

| Roma 8 febbraio 1958 20ª giornata                          | FEDIT     | 2 – 0 referto | Salernitana | Motovelodromo Appio |
| \| \| \| \| \| Magnavacca 42’ Basso 67’ \| Marcatori \| \| |           |               |             |                     |
|                                                            |           |               |             |                     |
| Magnavacca 42’ Basso 67’                                   | Marcatori |               |             |                     |

| Salerno 15 febbraio 1958 21ª giornata                  | Salernitana | 1 – 1 referto | Siracusa | Stadio Donato Vestuti |
| \| \| \| \| \| Marano 73’ \| Marcatori \| 1’ Franzò \| |             |               |          |                       |
|                                                        |             |               |          |                       |
| Marano 73’                                             | Marcatori   | 1’ Franzò     |          |                       |

| Vomero 23 febbraio 1958 22ª giornata | Salernitana | 0 – 0 Campo neutro referto | Reggina | Stadio della liberazione |

| Siena 2 marzo 1958 23ª giornata                                     | Siena     | 1 – 2 referto           | Salernitana | Stadio del Rastrello |
| \| \| \| \| \| Rossi 21’ \| Marcatori \| 28’ Bellini 86’ Gigante \| |           |                         |             |                      |
|                                                                     |           |                         |             |                      |
| Rossi 21’                                                           | Marcatori | 28’ Bellini 86’ Gigante |             |                      |

| Arbitro: | Leita (Udine) |

|                                              |           |  |
| Catalani 19’ Pistacchi 53’ (rig.) Masoni 81’ | Marcatori |  |

| Arbitro: | Vanni (Pisa) |

|                            |           |                                     |
| Massagrande 13’ Deotto 82’ | Marcatori | 55’ (rig.) Sentimenti V 78’ Magheri |

| Arbitro: | De Angelis (Roma) |

|                          |           |                |
| Ive 11’, 64’ Moretti 88’ | Marcatori | 29’ Del Gaudio |

| Salerno 6 aprile 1958 27ª giornata                              | Salernitana | 2 – 1 referto | Mestrina | Stadio Donato Vestuti |
| \| \| \| \| \| Del Gaudio 29’, 76’ \| Marcatori \| 53’ Ardit \| |             |               |          |                       |
|                                                                 |             |               |          |                       |
| Del Gaudio 29’, 76’                                             | Marcatori   | 53’ Ardit     |          |                       |

| Vigevano 13 aprile 1958 28ª giornata              | Vigevano  | 2 – 0 referto | Salernitana | Stadio Comunale |
| \| \| \| \| \| Orlando 1’, 87’ \| Marcatori \| \| |           |               |             |                 |
|                                                   |           |               |             |                 |
| Orlando 1’, 87’                                   | Marcatori |               |             |                 |

| Vercelli 20 aprile 1958 29ª giornata           | Pro Vercelli | 1 – 0 referto | Salernitana | Stadio Leonida Robbiano |
| \| \| \| \| \| Pensotti 26’ \| Marcatori \| \| |              |               |             |                         |
|                                                |              |               |             |                         |
| Pensotti 26’                                   | Marcatori    |               |             |                         |

| Salerno 27 aprile 1958 30ª giornata                                                   | Salernitana | 2 – 2 referto      | Carbosarda | Stadio Donato Vestuti |
| \| \| \| \| \| Barone 33’ Del Gaudio 64’ (rig.) \| Marcatori \| 14’, 50’ Bercarich \| |             |                    |            |                       |
|                                                                                       |             |                    |            |                       |
| Barone 33’ Del Gaudio 64’ (rig.)                                                      | Marcatori   | 14’, 50’ Bercarich |            |                       |

| Arbitro: | Gazzano (Genova) |

|                 |           |                                           |
| Calloni 5’, 82’ | Marcatori | 20’ Massagrande 47’ Del Gaudio 80’ Marano |

| Salerno 11 maggio 1958 32ª giornata              | Salernitana | 1 – 0 referto | Biellese | Stadio Donato Vestuti |
| \| \| \| \| \| Del Gaudio 53’ \| Marcatori \| \| |             |               |          |                       |
|                                                  |             |               |          |                       |
| Del Gaudio 53’                                   | Marcatori   |               |          |                       |

| Arbitro: | Ceppi (Milano) |

|                              |           |                     |
| Del Gaudio 15’ Barchiesi 62’ | Marcatori | 23’, 74’ Campagnoli |

| Sanremo 25 maggio 1958 34ª giornata       | Sanremese | 1 – 0 referto | Salernitana | Stadio Comunale |
| \| \| \| \| \| Rao 72’ \| Marcatori \| \| |           |               |             |                 |
|                                           |           |               |             |                 |
| Rao 72’                                   | Marcatori |               |             |                 |

## Statistiche

### Statistiche di squadra
| Competizione | Punti | In casa | In casa | In casa | In casa | In casa | In casa | In trasferta | In trasferta | In trasferta | In trasferta | In trasferta | In trasferta | Totale | Totale | Totale | Totale | Totale | Totale | DR  |
| Competizione | Punti | G       | V       | N       | P       | Gf      | Gs      | G            | V            | N            | P            | Gf           | Gs           | G      | V      | N      | P      | Gf     | Gs     | DR  |
| ------------ | ----- | ------- | ------- | ------- | ------- | ------- | ------- | ------------ | ------------ | ------------ | ------------ | ------------ | ------------ | ------ | ------ | ------ | ------ | ------ | ------ | --- |
| Serie C      | 30    | 17      | 7       | 7       | 3       | 20      | 16      | 17           | 3            | 3            | 11           | 12           | 28           | 34     | 10     | 10     | 14     | 32     | 44     | -12 |

### Andamento in campionato
| Giornata  | 1 | 2 | 3 | 4 | 5 | 6 | 7 | 8 | 9 | 10 | 11 | 12 | 13 | 14 | 15 | 16 | 17 | 18 | 19 | 20 | 21 | 22 | 23 | 24 | 25 | 26 | 27 | 28 | 29 | 30 | 31 | 32 | 33 | 34 |
| --------- | - | - | - | - | - | - | - | - | - | -- | -- | -- | -- | -- | -- | -- | -- | -- | -- | -- | -- | -- | -- | -- | -- | -- | -- | -- | -- | -- | -- | -- | -- | -- |
| Luogo     | C | T | C | T | T | C | C | T | C | T  | C  | C  | T  | C  | T  | T  | C  | T  | C  | T  | C  | C  | T  | T  | C  | T  | C  | T  | T  | C  | T  | C  | C  | T  |
| Risultato | N | P | P | N | N | V | V | P | V | P  | V  | P  | P  | V  | V  | P  | P  | N  | N  | P  | N  | N  | V  | P  | N  | P  | V  | P  | P  | N  | V  | V  | N  | P  |

Legenda:

Luogo: C = Casa; T = Trasferta. Risultato: V = Vittoria; N = Pareggio; P = Sconfitta.

### Statistiche dei giocatori
Fonte
| Giocatore      | Serie C  | Serie C | Serie C     | Serie C    |
| Giocatore      | Presenze | Reti    | Ammonizioni | Espulsioni |
| -------------- | -------- | ------- | ----------- | ---------- |
| P. Bacchini    | 30       | 0       | ?           | ?          |
| N. Barchiesi   | 29       | 3       | ?           | ?          |
| A. Barone      | 13       | 1       | ?           | ?          |
| R. Bellini     | 17       | 2       | ?           | ?          |
| R. Biondani    | 32       | -39     | ?           | ?          |
| C. Celio       | 15       | 0       | ?           | ?          |
| G. Contente    | 1        | 0       | ?           | ?          |
| F. Del Gaudio  | 15       | 8       | ?           | ?          |
| M. Deotto      | 19       | 2       | ?           | ?          |
| A. De Ponte    | 1        | 0       | ?           | ?          |
| D. Fanin       | 6        | 0       | ?           | ?          |
| M. Galetti     | 14       | 0       | ?           | ?          |
| T. Ghersetich  | 12       | 2       | ?           | ?          |
| L. Gigante     | 29       | 1       | ?           | ?          |
| F. Malighetti  | 7        | 1       | ?           | ?          |
| B. Manzo       | 4        | 0       | ?           | ?          |
| F. Marano      | 8        | 2       | ?           | ?          |
| L. Massagrande | 19       | 4       | ?           | ?          |
| A. Nicolazzini | 8        | 1       | ?           | ?          |
| A. Pastore     | 16       | 1       | ?           | ?          |
| M. Porpora     | 29       | 0       | ?           | ?          |
| F. Romagnoli   | 2        | -3      | ?           | ?          |
| L. Sassi       | 24       | 1       | ?           | ?          |
| L. Vellano     | 24       | 0       | ?           | ?          |